# Argas miniatus
Argas miniatus es una especie de garrapata del género Argas, familia Argasidae. 
Es la única especie del género Argas que se distribuye por Brasil. Hospeda diversas aves domésticas y puede ser encontrada en campos y granjas avícolas. Esta especie causa pérdidas en productividad, además de otra serie de afectaciones y enfermedades tales como anemia, expoliación y la transmisión de patógenos como Borrelia anserina.